# Бжезінкі (Пшисуський повіт)
Бжезінкі (пол. Brzezinki) — село в Польщі, у гміні Гельнюв Пшисуського повіту Мазовецького воєводства.
Населення — 296 осіб (2011).
У 1975-1998 роках село належало до Радомського воєводства.

## Демографія
Демографічна структура станом на 31 березня 2011 року:
|          | Загалом | Допрацездатний вік | Працездатний вік | Постпрацездатний вік |
| -------- | ------- | ------------------ | ---------------- | -------------------- |
| Чоловіки | 149     | 21                 | 109              | 19                   |
| Жінки    | 147     | 21                 | 77               | 49                   |
| Разом    | 296     | 42                 | 186              | 68                   |